# Life (serie de televisión)
Life es una serie de televisión estadounidense rodada en Los Ángeles, California. Creada por Rand Ravich, quien figura también como productor ejecutivo junto a Far Shariat, David Semel y Daniel Sackheim para Universal Media Studios. Semel también dirigió el episodio piloto.
Su estreno se produjo el 26 de septiembre de 2007 en la NBC, emitiéndose los miércoles por la noche. Está protagonizada por Damian Lewis en el papel de Charlie Crews, un detective que recientemente ha sido puesto en libertad tras cumplir doce años de cárcel por un crimen que no cometió. La serie fue cancelada tras dos temporadas a pesar de que varios sectores de la audiencia la consideraban una serie de calidad, los motivos de la cancelación anunciada por la NBC fueron los bajos niveles de audiencia en los EE. UU., ya que a decir verdad la serie fue estrenada en plena huelga de guionistas y no en el mejor momento para su difusión, por lo que a pesar de ser, según los críticos, una buena serie, no llegó a los grandes públicos y fue una gran desconocida. El 4 de mayo de 2009 NBC anunció oficialmente que Life no tendría tercera temporada.
En España, la serie se estrenó en AXN el 21 de enero de 2008 y en Tele5 el 14 de julio de 2008, desde el 20 de enero de 2010 se ha vuelto a emitir por Factoría de Ficción. También se emite la serie por TV3+ en Dinamarca, RTL 5 en los Países Bajos, Network Ten en Australia, Global y Showcase  en Canadá, Joi en Italia, TV3 en Nueva Zelanda, TV3 en Noruega , M-Net en Sudáfrica, AXN en Portugal y Latinoamérica y Star World en la India.

## Argumento

### Primera temporada
El Detective Charlie Crews, es puesto en libertad en 2007 tras cumplir doce años de una condena a cadena perpetua en la Penitenciaría Estatal Pelican Bay. En 1995 fue condenado erróneamente por el triple asesinato de su socio y su familia. Gracias a los esfuerzos de su abogada, Constance Griffiths, las pruebas de ADN le exoneran de los asesinatos. Habiendo perdido su trabajo, su esposa, sus amigos, casi todo contacto con el exterior e incluso el sentido de la realidad por un tiempo, ha resurgido con la cabeza llena de Zen (tras haber encontrado en el patio de la prisión una copia de The Path to Zen) libro del que es autor Allan Watts, una fijación por la fruta fresca y la obsesión por resolver el asesinato que casi le cuesta la vida y descubrir la conspiración que le tendió la trampa.
Tras prosperar la demanda contra la ciudad de Los Ángeles y el Departamento de Policía, es readmitido en el cuerpo y compensado con una sustancial cantidad de dinero que lo hace millonario.
Mientras ha permanecido entre rejas, la tecnología, la cultura y la vida en general le ha sobrepasado, lo que se evidencia en él con su desconocimiento del día a día como la telefonía móvil o la mensajería instantánea.
En su reincorporación es asignado como compañero a Dani Reese, quien no está pasando por su mejor momento con sus superiores, habiendo perdido temporalmente su puesto como agente encubierta en narcóticos. La Teniente Karen Davis, que está buscando una razón para deshacerse de Crews, sí tiene una razón para deshacerse de Reese, por lo que sutilmente la chantajea con expulsarla para que le encuentre una razón para Crews.

### Segunda temporada
La segunda temporada fue emitida por primera vez el 29 de septiembre de 2008 en los Estados Unidos. El 21 de julio de ese mismo año los productores de la serie ya habían anunciado que la segunda temporada relanzaría la serie con un nuevo episodio piloto. En marzo ese mismo año el productor ejecutivo Rand Ravich explicó que la segunda temporada profundizaría más en la conspiración que incrimina a Charlie Crews. También se desvelará más sobre el pasado de Dani Reese.

## Reparto

### Personajes principales
- Detective Charlie (Charles) Crews (Damian Lewis): detective del Departamento de Policía de Los Ángeles que recientemente ha sido puesto en libertad tras cumplir doce años de cárcel por un crimen que no cometió: el asesinato de la familia Seybolt. Tras su exoneración, recibió una compensación de 50 millones de dólares que es gestionada por Ted Earley (antiguo compañero de prisión y, ahora, compañero de piso). También es reincorporado al Departamento de Policía y ascendido a detective en el departamento de homicidios.
- Dani Reese (Sarah Shahi): nueva compañera de Crews, recién recuperada de la adicción a las drogas. Es hija del capitán Jack Reese. Inicialmente desconfía de Crews e, incluso, se siente molesta por sus excentricidades. Sin embargo, con el tiempo llega a apreciar que su especial enfoque le hace un excepcional investigador y hasta llega a hacerse amiga de él. Juntos forman una buena pareja de detectives resolviendo numerosos casos difíciles.
- Ted Earley (Adam Arkin): asesor financiero de Crews, al que conoció en prisión donde cumplía condena por malversar el dinero de las pensiones de los empleados de su empresa.
- Constance Griffiths (Brooke Langton): abogada de Crews. Melissa Sagemiller fue inicialmente seleccionada para el papel, siendo luego reemplazada por Brooke Langton en julio de 2007.[4]
- Capitan Tidwell (Donal Logue): superior de Charlie Crews y Dani Reese.
- Bobby Starks (Brent Sexton): antiguo compañero de Crews, antes de su encarcelamiento.

### Personajes recurrentes o invitados
- Jennifer Conover (Jennifer Siebel): la exesposa de Charlie. Fue interpretado por Claudia Black en el piloto.
- Olivia (Christina Hendricks): es la prometida del padre separado de Charlie.
- Rachel Seybolt (Jessy Schram): es la única superviviente del crimen por el que Charlie fue a la cárcel.
- Capitán Jack Reese (retirado) (Victor Rivers): padre de Dani Reese y miembro del grupo de seis expolicías conocidos como El grupo. Es capitán retirado del SWAT y altamente respetado y admirado, aunque la mayoría desconoce que estuvo implicado en el robo al Banco de Los Ángeles. Durante el tiroteo robó, junto a sus hombres, la suma de 18 millones de dólares. Reese fue una pieza clave en la conspiración para enviar a Crews a prisión.
- Detective Jane Seever (Gabrielle Union): compañera temporal de Crews durante la cesión de la detective Reese al FBI. Tiene un "plan a 15 años" para convertirse en la alcaldesa de Los Ángeles. Posee gran habilidad para leer rápido y tomar notas detalladas de cada idea que Crews expresa, así como memoria fotográfica. Es abogada y corrió en unas olimpiadas (como relevista).

## Lista de capítulos

### Temporada 1
- 1.1  	Medalla al mérito   	 (Merit Badge)
- 1.2 	Dividida en dos  (Tear Asunder)
- 1.3 	Déjala ir 	 (Let Her Go)
- 1.4 	Lo que vieron 	 (What They Saw)
- 1.5 	La mujer caída 	 (The Fallen Woman)
- 1.6 	Impotente 	 (Powerless)
- 1.7 	Una guerra civil (A Civil War)
- 1.8 	Farthingale 	 (Farthingale)
- 1.9 	Serios problemas de control 	(Serious Control Issues)
- 1.10 	Cava un agujero  (Dig a Hole)
- 1.11 	Rellénalo 	 (Fill It Up)

### Temporada 2
- 2.1  	Encuentra tu lugar ideal      (Find Your Happy Place)
- 2.2    De todo a todas horas         (Everything. . . All the Time)
- 2.3    El negocio de los milagros    (The Business of Miracles)
- 2.4    No en vano                    (Not for Nothing)
- 2.5    Aplastado                     (Crushed)
- 2.6    ¿Has sentido eso?             (Did You Feel That?)
- 2.7    Premio gordo                  (Jackpot)
- 2.8    Viernes negro                 (Black Friday)
- 2.9    Conejitas de placa            (Badge Bunny)
- 2.10   El mal y su hermano Ziggy     (Evil...And His Brother Ziggy)
- 2.11   Flores del cañón              (Canyon Flowers)
- 2.12   Trampilla                     (Trapdoor)
- 2.13   El regreso                    (Re-Entry)
- 2.14   Bola de espejos               (Mirror Ball)
- 2.15   Te quiero mamá                (I Heart Mom)
- 2.16   Mátame nena                   (Hit Me Baby)
- 2.17   Fecha de caducidad            (Shelf Life)
- 2.18   Tres Mujeres                  (3 Women)
- 2.19   5 Litros                      (5 Quarts)
- 2.20   Iniciativa 38                 (Initiative 38)
- 2.21   Uno                           (One)